# Posłowie na Sejm Republiki Litewskiej 2024–2028
Posłowie na Sejm Republiki Litewskiej 2024–2028 zostali wybrani w wyborach parlamentarnych, które odbyły się w dwóch turach: 13 i 27 października 2024. W ich wyniku obsadzono 141 mandatów w Sejmie Republiki Litewskiej.
Czteroletnia kadencja rozpoczęła się 14 listopada 2024. Przewodniczącym Sejmu został Saulius Skvernelis.

## Lista posłów według frakcji

### Litewska Partia Socjaldemokratyczna
- Vaida Aleknavičienė
- Laura Asadauskaitė-Zadneprovskienė
- Linas Balsys
- Ruslanas Baranovas
- Tadas Barauskas
- Šarūnas Birutis
- Ingrida Braziulienė
- Rasa Budbergytė
- Andrius Busila
- Saulius Čaplinskas
- Ilona Gelažnikienė
- Vytautas Grubliauskas
- Giedrius Drukteinis
- Arūnas Dudėnas
- Darius Jakavičius
- Roma Janušonienė
- Linas Jonauskas
- Martynas Katelynas
- Robertas Kaunas
- Indrė Kižienė
- Orinta Leiputė
- Saulius Luščikas
- Tomas Martinaitis
- Alvydas Mockus
- Remigijus Motuzas
- Antanas Nedzinskas
- Juozas Olekas
- Gintautas Paluckas
- Modesta Petrauskaitė
- Karolis Podolskis
- Raminta Popovienė
- Tadas Prajara
- Audrius Radvilavičius
- Algimantas Radvila
- Darius Razmislevičius
- Inga Ruginienė
- Julius Sabatauskas
- Eugenijus Sabutis
- Rimantas Sinkevičius
- Matas Skamarakas
- Algirdas Sysas
- Dovilė Šakalienė
- Laurynas Šedvydis
- Jurgita Šukevičienė
- Šarūnas Šukevičius
- Violeta Turauskaitė
- Lilija Vaitiekūnienė
- Birutė Vėsaitė
- Kęstutis Vilkauskas
- Paulius Visockas, od 19 listopada 2024[2][3]
- Ramūnas Vyžintas
- Jūratė Zailskienė

### Związek Ojczyzny
- Arvydas Anušauskas
- Dalia Asanavičiūtė
- Audronius Ažubalis
- Giedrė Balčytytė
- Agnė Bilotaitė
- Aistė Gedvilienė
- Vytautas Juozapaitis, od 19 listopada 2024[4][3]
- Laurynas Kasčiūnas
- Liutauras Kazlavickas
- Vytautas Kernagis
- Dainius Kreivys
- Raimondas Kuodis
- Paulė Kuzmickienė
- Mindaugas Lingė
- Matas Maldeikis
- Radvilė Morkūnaitė-Mikulėnienė
- Žygimantas Pavilionis
- Audrius Petrošius
- Arvydas Pocius
- Valdas Rakutis
- Jurgis Razma
- Jurgita Sejonienė, od 10 grudnia 2024[5]
- Gintarė Skaistė
- Kazys Starkevičius
- Ingrida Šimonytė
- Daiva Ulbinaitė
- Arūnas Valinskas
- Emanuelis Zingeris

### Świt Niemna
- Kęstutis Bilius
- Saulius Bucevičius
- Dainoras Bradauskas
- Petras Dargis
- Tomas Domarkas
- Aidas Gedvilas
- Martynas Gedvilas
- Vytautas Jucius
- Karolis Neimantas
- Daiva Petkevičienė
- Mantas Poškus
- Robert Puchovič
- Tadas Sadauskis
- Artūras Skardžius
- Raimondas Šukys
- Lina Šukytė-Korsakė
- Dainius Varnas
- Daiva Žebelienė
- Remigijus Žemaitaitis

### Frakcja Demokratów „W imię Litwy”
- Zigmantas Balčytis
- Rima Baškienė
- Algirdas Butkevičius
- Domas Griškevičius
- Agnė Jakavičiutė-Miliauskienė
- Giedrimas Jeglinskas
- Linas Kukuraitis
- Kęstutis Mažeika
- Rūta Miliūtė, od 19 listopada 2024[6][7]
- Jekaterina Rojaka
- Lukas Savickas
- Tomas Tomilinas
- Linas Urmanavičius

Wybrana z ramienia Świtu Niemna
- Agnė Širinskienė

### Ruch Liberalny Republiki Litewskiej
- Virgilijus Alekna
- Andrius Bagdonas
- Viktorija Čmilytė-Nielsen
- Vitalijus Gailius
- Eugenijus Gentvilas
- Simonas Gentvilas
- Ričardas Juška
- Simonas Kairys
- Arminas Lydeka
- Viktoras Pranckietis
- Edita Rudelienė
- Jevgenij Šuklin

### Frakcja LVŽS i Chrześcijańskich Rodzin
Wybrani z ramienia Litewskiego Związku Rolników i Zielonych
- Valius Ąžuolas
- Dainius Gaižauskas
- Ligita Girskienė
- Rimas Jonas Jankūnas, od 19 listopada 2024[8][3]
- Eimantas Kirkutis
- Aušrinė Norkienė
- Bronis Ropė
- Ignas Vėgėlė

Wybrani z ramienia Akcji Wyborczej Polaków na Litwie
- Jarosław Narkiewicz
- Czesław Olszewski
- Rita Tamašunienė

### Frakcja łączona
Wybrani jako kandydaci niezależni
- Viktoras Fiodorovas
- Vitalijus Šeršniovas

Wybrany z ramienia Zjednoczenia Narodowego
- Vytautas Sinica

Wybrany z ramienia Wolności i Sprawiedliwości
- Artūras Zuokas

### Przewodniczący Sejmu
Wybrana z ramienia Związku Demokratów „W imię Litwy”
- Saulius Skvernelis (nie przystąpił do żadnej frakcji)

## Posłowie, których mandat wygasł w trakcie kadencji
- Liudas Mažylis, z ramienia TS-LKD, do 5 grudnia 2024, zrzeczenie

## Zrezygnowali z objęcia mandatu
- Gabrielius Landsbergis, z ramienia TS-LKD[3]
- Vilija Blinkevičiūtė, z ramienia LSDP[3]
- Virginijus Sinkevičius, z ramienia DSVL[7]
- Aurelijus Veryga, z ramienia LVŽS[3]